# Hubová
Hubová es un municipio del distrito de Ružomberok en la región de Žilina, Eslovaquia, con una población estimada a final del año 2024 de 1085 habitantes.
Se encuentra ubicado al sur de la región, cerca del curso alto del río Váh (cuenca hidrográfica del Danubio) y de la frontera con la región de Banská Bystrica.

## Demografía
| Año        | 1994 | 2004    | 2014    | 2024    |
| ---------- | ---- | ------- | ------- | ------- |
| Población  | 1057 | 1063    | 1060    | 1085    |
| Diferencia |      | +0,56 % | −0,28 % | +2,35 % |

| Año        | 2023 | 2024    |
| ---------- | ---- | ------- |
| Población  | 1088 | 1085    |
| Diferencia |      | −0,27 % |